# Стетківці

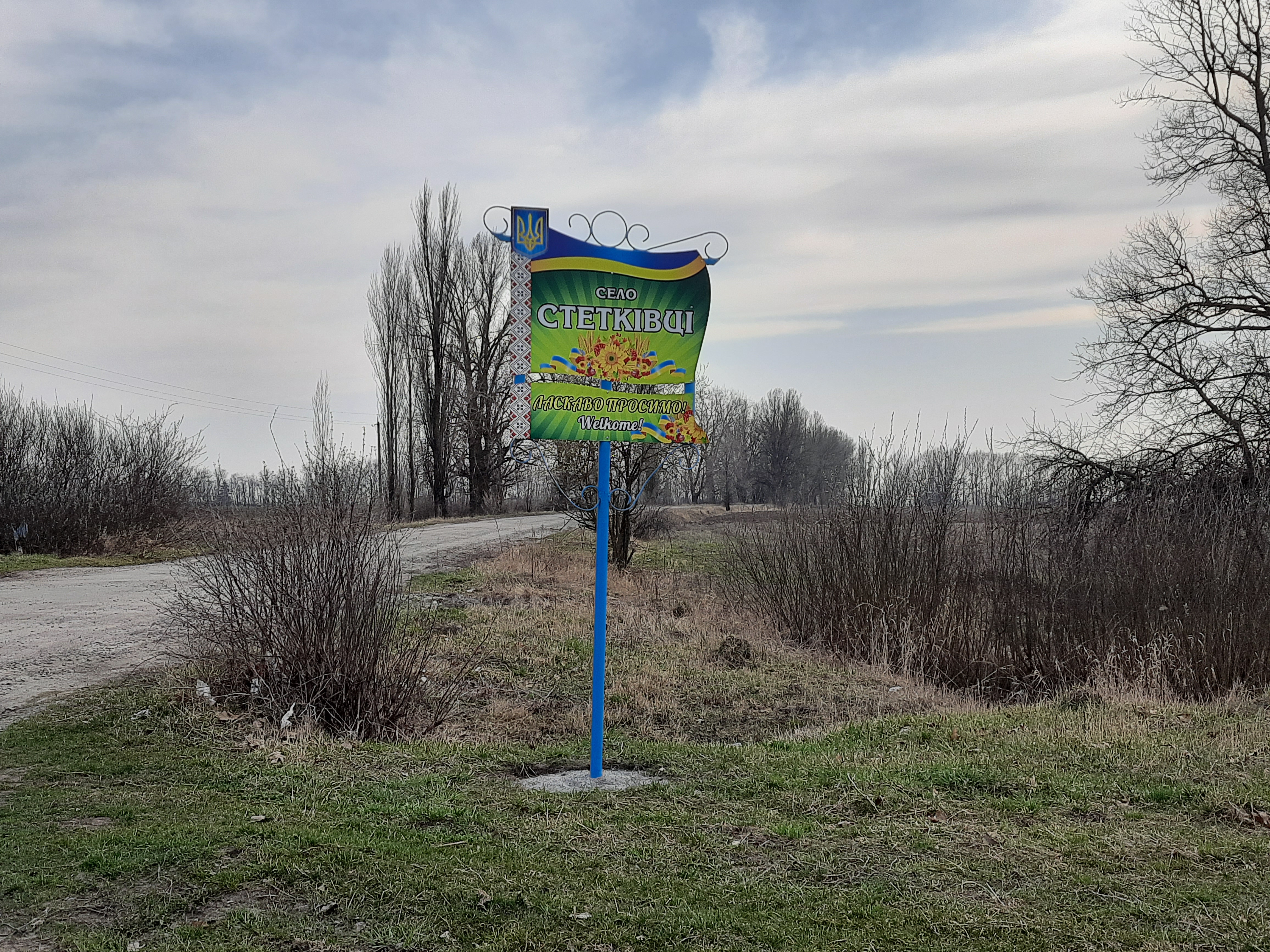
В'їзд у село

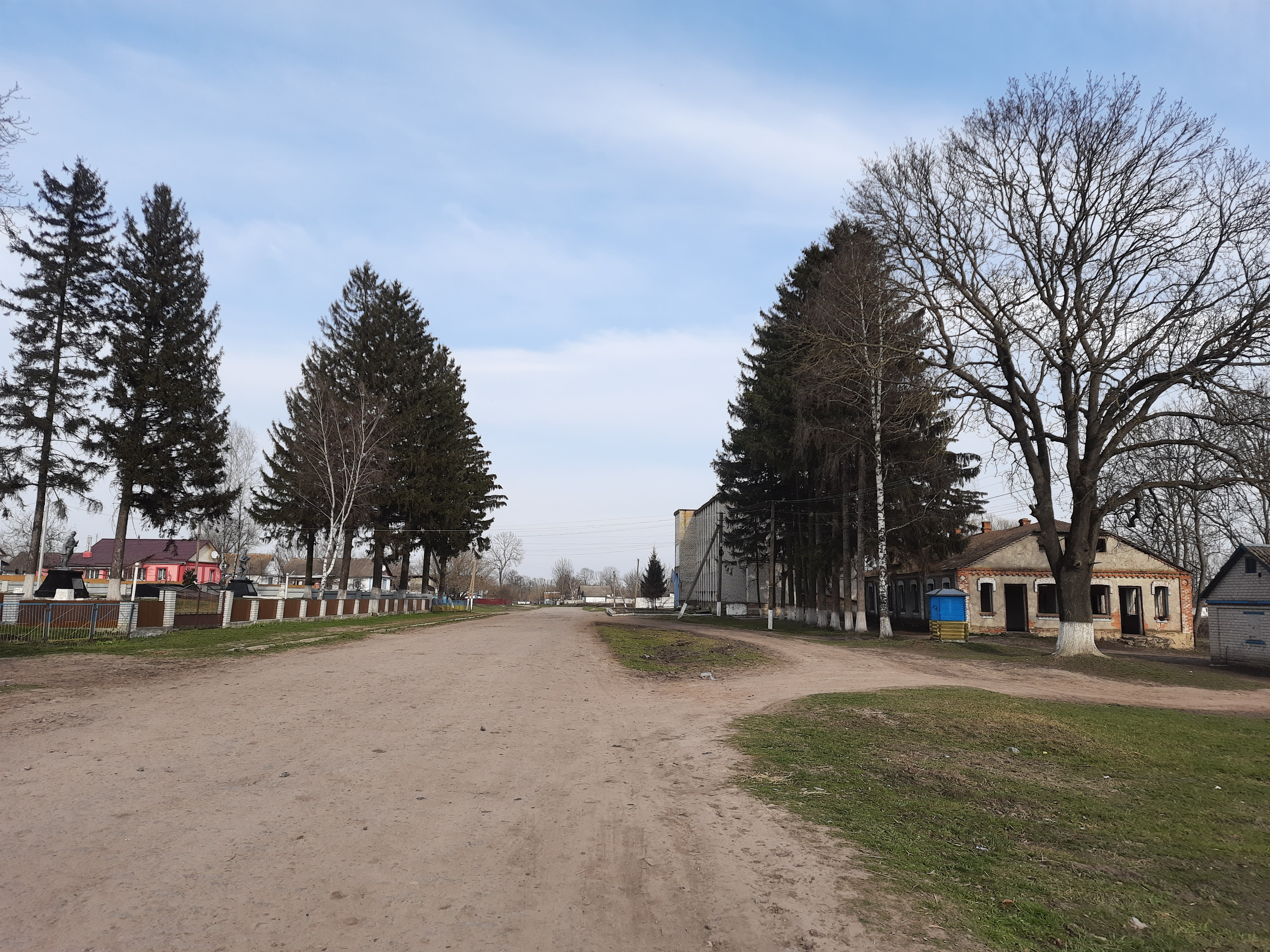
Центр села

Сте́тківці — село в Україні, на заході Бердичівського району Житомирської області. Входить в Краснопільську сільську громаду.

## Історія
За переказами село засновано у XIV столітті, але перша документальна згадка відноситься до 7 грудня 1601 року. В акті перерахування міст і сіл Любарської волості, Луцького повіту, що були спустошені і спалені татарами згадується і про Стетківці.
Документів, що свідчать про походження назви села, не знайдено. Населений пункт з моменту свого заснування не переміщався в інші місця, хоч часто ставав об'єктом складних історичних процесів.
Село було зруйноване у 1709 р. під час переслідувань російськими військами під командуванням генерала Шереметєва Івана Мазепи, що через Стетківці відступав на село Лісогірку (стара назва Мазепинці) Вінницької області. Жителі села вели активну боротьбу проти польських панів, особливо в період руху гайдамаків.
У 1720 році в селі було побудовано церкву на гроші прихожан та поміщиків Жолковецьких. Коло церкви виділялась площа землі — 1 десятина 180 сажнів, крім цього церква мала 56 десятин орної землі і 10 десятин сінокосу.
Жителі села були кріпаками панів Лісковецьких. Останній з династії володів 1100 десятинами землі до 1912 року.
У селі було 4 приватні крамниці. Серед мешканців виділялись 5 заможних селян, що володіли від 200 до 280 десятин землі. З 800 селянських дворів — 480 мали від 0,5 до 4 десятин землі.
За Положенням про влаштування селян від 19 лютого 1861 року селяни повинні були сплатити 14 969 карбованців 66 копійок за землю і свою свободу. В пореформений період поміщики сильно пограбували жителів села. Це видно з того що в 1899 році в селі було 328 дворів і проживало 2100 чоловік, а в 1906 році — 446 дворів, але населення скоротилося до 1835 чоловік. Поміщик Лісковецький платив наймитам, батракам за 1 рік 36 карбованців, Селяни були змушені відробляти попові за релігійні обряди (Христини, вінчання, похорони, висвячення будівель).
Революційні події в Росії 1905 року докотилися і до Стетековець. Біднота і наймити відмовились працювати за низьку заробітну плату в пана та заможних селян. Пан змушений був підвищити заробітну плату.
З піднесенням революційного руху у 1912 році зростає кількість страйків наймитів Лісовський, злякавшись революційного вибуху, почав спішно продавати землю селянам, але і тут не втратив своєї вигоди. Кожна десятина землі продавалася по 600 — 650 карбованців. За всю землю він взяв до 700 тисяч золотом. Будинок продати не вдалося, тому Лвсковецький організовує його підпал і одержавши 34 тисячі карбованців страхової суми виїхав у м. Гродно.
У 1906 році село Краснопільської волості Житомирського повіту Волинської губернії. Відстань від повітового міста 85 верст, від волості 7. Дворів 446, мешканців 1835.
У 1913 році дворяни Баліцький Павло Аполонович, Лісковацький Вітольд Антонович та селяни Доманський Георгій Феліціанович, Ніцецька Октавія Северинівна, Тарнавський Олександр Каленикович володіла землею у розмірах відповідно 52,1; 66; 224; 50; 94,1 десятин.
Перші ради у селі виникли в 1919 році, першим радянським старостою був Назар Сич, другим Тодор Слободенюк. У 1920 році головою сільської ради став Левко Пивовар, а головою комбіду — Мусій Фаримон. В цей рік було відібрано землю заможних селян та середняків і роздано бідноті. Далі все життя в селі йде за сценарієм, розробленим комуністами.
У 1928 році 30 бідняцьких господарств об'єднали в ТСОЗ, через два роки створено колгосп імені Постишева, що об'єднав 300 дворів. У 1931 році процес колективізації жителів села завершився, але не завершились процеси реорганізації. У 1934 колгосп було розкрупнено на три окремих колгоспи: імені XVII партз'їзду, імені 16 роковин Жовтня і імені Постишева (в 1937 році після арешту Постишева було перейменовано на колгосп імені Леніна). Нові партійні віяння привели у 1950 році до об'єднання всіх трьох колгоспів в один ім. Леніна, що й проіснував до кінця 90х років. У 2000 році був реформований у СТОВ «Стетковецьке», в наш час[коли?] земля й майно розпайовані й здані в оренду агрофірмі «Призма — 13», СТОВ «Маяк», та кільком приватно-фермерським господарствам.
Не обминув села страшний голодомор 1932—1933 років. Під час організованого радянською владою Голодомору 1932—1933 років померло щонайменше 180 жителів села. Точних даних про кількість жертв цих страшних років немає. За спогадами очевидців вимирали цілі сім'ї. Мертвих ховали у великих братських могилах, куди їх звозив Гнат (дикий), яким і понині лякають сільських дітей. Щоб не приїздити ще раз до хати кидав на віз і живих — все рівно завтра помре.
Важке колесо сталінських репресій прокотилося по долях стетківчан. Де тільки набралось аж 72 вороги народу у віддаленому від цивілізації селі? Тільки 2 повернулося додому із пекла ГУЛАГу.
Біди не закінчились. Село вступило у лихоліття війни. Перші бої за Стетківці почалися о 12 годині 11 липня 1941 року. Натиск ворога стримував 153 стрілецький полк, але через нестачу боєприпасів солдати залишили село. О 15 годині нацисти зайняли Стетківці. Радянське командування дало наказ відбити село силами 77 і 153 стрілецьких полків. Швидко просувались в село солдати 1 батальйону 77 стрілецького полку під командуванням Бондаренка. Командир 9-ї стрілецької роти 77 полку лейтенант Петруня, будучи пораненим продовжував вести роту в атаку. Мужність і відвагу проявив молодший сержант Окалєлов, який виніс з поля бою важко пораненого командира роти Брайко.
13 липня 1941 року солдати 3 батальйону були оточені ворогом. 12 воїнів разом з командиром Бондаренком потрапили в полон. Почалися допити і катування. 9 солдатів закатованих до напівсмерті, кинули в хату Василевської Варвари і підірвали гранатами.
Почалися тяжкі дні окупації. Німці розстріляли сільських активістів, медичних працівників — всього 23 чоловіки. Серед них наймолодший 15 річний Красарівський, який складав сатиричні вірші та пісні про окупантів та їх прислужників, закликав до боротьби з нацистами.
За період окупації село було пограбоване. Втікаючи, нацисти спалили 85 % будівель, вигнали всіх жителів села і тільки диво (розпорядження німецького офіцера, побутує версія, що це був розвідник Кузнєцов) врятувало їх від розстрілу. Збитки села становили 47 513 539 крб. На каторжні роботи в Німеччину було вислано 85 чоловік.
310 жителів села пішло у лави Червоної армії і воювали на фронтах війни. 124 з них загинуло, осиротіло після війни 172 дітей.
192 жителі села нагороджені за мужність і героїзм проявлені у роки війни урядовими нагородами різних ступенів.
Визволення села почалося під час Житомирсько-Бердичівської операції в січні 1944 року. Бої носили жорсткий і кровопролитний характер. Однак вже 10 січня війська 60-ї , 18-ї і 1-ї гвардійської та 3-ї гвардійської танкової армії в нічному бою зламали опір ворога і вийшли на рубіж Стетківці — Молочки. Село було визволене 12 січня 1944 року.
Війна залишила на Стетковецькій землі 2 братські могили, де вічним сном спочивають 596 солдатів різних національностей. Серед них багато воїнів 316 , 304 та 276-ї стрілецьких дивізій, які проявили небачений героїзм і відвагу.
Живі квіти і вінки завжди лежать і на могилі льотчиці Волкової Ганни Іванівни, літак якої був збитий над селом.
Прогриміли роки війни, село поверталось до мирного життя. За період 1946 — 1953 рр. Було відбудовано клуб, медпункт, школу-семирічку перетворено в середню, побудовано ряд господарських будівель. Сільську Раду у цей час з 1947 р. очолював Сич Михайло Юхимовоч, який з великими перервами, займав цю посаду до 1978 р., коли його замінила Філімонова Олена Леонтіївна. За період його керівництва сільська Рада неодноразово виходила переможницею у соціалістичних змаганнях серед сільських Рад району. Михайло Юхимович за сумлінну працю нагороджений орденом «Знак Пошани».
На даний час село очолює Пивовар Марія Михайлівна вже 3 раз поспіль вибирається головою сільської Ради. Землі Села розпайовано і здано в оренду СТОВ «Стетковецьке» керівником якого є Бондарчук Валерій Федорович. А також кільком фермерам і приватному підприємству «АТК». Директором школи є Баліцький Павло Станіславович.

## Населення

### Мова
Розподіл населення за рідною мовою за даними перепису 2001 року:
| Мова       | Кількість | Відсоток |
| ---------- | --------- | -------- |
| українська | 764       | 99.48%   |
| російська  | 4         | 0.52%    |
| Усього     | 768       | 100%     |

## Відомі люди
- Стаховський Микола Ананійович (1879—1948) — український громадсько-політичний діяч, дипломат, лікар. Народився в селі Стетківці. Перший голова дипломатичної місії Української Народної Республіки у Великій Британії. Батько Лева Стаховського.